# Rockwell (musiker)
 For alternative betydninger, se Rockwell. (Se også artikler, som begynder med Rockwell)
Rockwell (født Kennedy William Gordy den 15. marts 1964 i Detroit, Michigan, USA) er en amerikansk forhenværende R&B-musiker, der havde pladekontrakt med Motown. 
Rockwell er søn af Motowns grundlægger og administrerende direktør Berry Gordy og Margaret Norton.  For at undgå beskyldninger om nepotisme, fik Rockwell pladekontrakten uden hans far vidste det.  Motown fandt på navnet Rockwell.
I 1984 udsendte Rockwell sin eneste hitsingle, "Somebody's Watching Me", med barndomsvennen Michael Jackson som gæstevokal (særligt i sangens omkvæd).  Rockwells søster, Hazel, var gift med Jermaine Jackson.  Fordi Michael Jackson var på højden af sin popkarriere, vidste Rockwell at han kunne få sin sang udgivet, hvis han kunne overtale Michael Jackson til at synge på den.
"Somebody's Watching Me" blev et top ti-hit i både USA og Storbritannien, og nummer et på USA's R&B-hitliste.  De efterfølgende singler opnåede dog ikke samme succes, og "Obscene Phone Caller" blev Rockwells eneste anden top 40-single, med en 35.-plads på Billboard Hot 100-listen. Rockwell afsluttede snart efter sin karriere hos Motown.
Den 21. februar 1985 medvirkede Rockwell i musik-tv-programmet Soul Train.
Rockwell var ikke det første medlem af Gordy-familien, der kom på Billboards Hot 100-liste som musiker, da hans farbror Robert Gordy i 1958 fik et mindre hit med sangen "Everyone Was There", under navnet Bob Kayli.

## Diskografi

### Albummer
- Somebody's Watching Me  (1984)
- Captured (1985)
- The Genie (1986)

### Singler
- "Somebody's Watching Me" (1983) US #1 R&B #2 Pop, UK #6, DE #2, AT #14, CH #3
- "He's a Cobra" (promo) (1984)
- "Obscene Phone Caller" (1984) US #35, DE #53, UK #79
- "Foreign Country" (1984)
- "Taxman" (1984) UK #88
- "He's a Cobra" (1985)
- "Peeping Tom" (1985) US #120
- "Knife" (1984)
- "Tokyo" (1985)
- "Carmé" (1986)
- "Grow Up" (1986)
- "Carmé" / "Somebody's Watching Me" (1986)
- "Girlfriend" (1991)